# Institution Notre-Dame de Bétharram
Pour les articles homonymes, voir Bétharram.
L'institution Notre-Dame de Bétharram est un collège-lycée catholique français fondé en 1837 à Lestelle-Bétharram (Pyrénées-Atlantiques) par Michel Garicoïts. Celui-ci crée aussi la congrégation des prêtres du Sacré-Cœur de Jésus de Bétharram. En 2009, l'institution religieuse change de nom et devient Le Beau Rameau.
Plusieurs affaires judiciaires sont liées à l'institution, impliquant des agressions sexuelles et des viols sur mineurs. En 2024, une centaine de plaintes sont communiquées à la justice par des anciens élèves, portant sur des faits ayant eu lieu entre la fin des années 1950 et les années 2010.

## Localisation
L'institution Notre-Dame de Bétharram est située à Lestelle-Bétharram dans le département des Pyrénées-Atlantiques. L'établissement est implanté au cœur du centre spirituel de la congrégation du Sacré-Cœur de Jésus de Bétharram, qui héberge des prêtres, des frères de passage ainsi que des pèlerins de Saint-Jacques-de-Compostelle, ainsi qu'une maison de retraite à proximité du sanctuaire de Notre-Dame de Bétharram, de style baroque, daté du XVIIe siècle.

## Histoire
L'institution de Notre-Dame de Bétharram est précédée par l'existence d'un petit et d'un grand séminaire.
En 1806, de vieux bâtiments détruits lors de la Révolution sont rachetés par le prêtre Pierre-Procope Lassalle.

### 1808: Petit séminaire de Bétharram
En 1808, Procope Lassalle, directeur du pèlerinage de Notre-Dame de Bétharram, acquiert le monastère des anciens chapelains avec ses dépendances, et y ouvre le petit séminaire de Bétharram,,,. Celui-ci est fermé par décret impérial en date du 15 novembre 1811, décret qui intègre les petits-séminaires à l’Université impériale.

### 1812: Grand séminaire de Bétharram
En 1812, le petit séminaire est transformé en grand séminaire par Procope Lassalle.
Le 7 novembre 1825, Michel Garicoïts est nommé à la chaire de philosophie du grand séminaire de Bétharram. Il devient économe de 1828 à 1831, puis supérieur du grand séminaire de Bétharram début juillet 1831, à la suite du décès du chanoine Procope Lassalle.
À partir du 6 novembre 1826, le grand séminaire de Bétharram est condamné à disparaître, à la suite du mandement de l’évêque du diocèse d’agrandir le séminaire de Bayonne. En 1831, ce projet est achevé. À la rentrée d'octobre 1831, il ne reste que 57 étudiants à Bétharram ; l'ensemble des élèves de philosophie et de théologie de Bétharram sont appelés à Bayonne.
Le 21 décembre 1833, il n’y reste plus d'étudiant ; alors, Étienne-Bruno-Marie d'Arbou (eu) transforme la maison de Bétharram en une école ecclésiastique, recevant de « 8 à 10 jeunes enfants pour leur donner des principes de latinité ».

### 1837: école primaire Notre-Dame de Bétharram
L'école primaire Notre-Dame de Bétharram est fondée en novembre 1837,. Pierre-Vincent Eliçabide, un ancien élève du père Garicoïts en philosophie à Bétharram, se voit confier la direction de l’école primaire à la rentrée 1837. Après une première année sans ombre, il se révèle la deuxième d’une sévérité et d’une brutalité excessives avec les élèves, et devient de plus très exigeant en ce qui concerne sa rémunération.
En mai 1840, Pierre-Vincent Eliçabide, l'ancien premier directeur de l'école est incarcéré pour le triple homicide de l'un de ses élèves, de sa mère et de sa sœur.

### 1840: école primaire supérieure Notre-Dame de Bétharram
L’école primaire de Notre-Dame de Bétharram est transformée en école primaire supérieure, en novembre 1840, dans une maison offerte à Michel Garicoïts par Casimir Nabarrette.
Le 12 juin 1847, le Grand-maître de l'Université de France accorde au père Gaye la direction du pensionnat de Lestelle. L’École Notre-Dame est désormais une institution secondaire suivie en 1847, par l'enseignement secondaire, et de premiers bacheliers en 1855.
Entre 1857 et 1858, est construite l’école Notre-Dame de Bétharram.
En juillet 1899, les élèves du collège de Bétharram offrent à l'évêque de Bayonne, François Antoine Jauffret (1833-1902), un recueil retraçant la vie de Michel Garicoïts en souvenir du triduum du 7 au 9 juillet. Cette étude sera publiée en 1900.
L'école est fermée à la suite de l'expulsion des congrégations en août 1903 et avant de rouvrir en septembre 1907.
Avant la Seconde Guerre mondiale, le collège de Notre-Dame de Bétharram est le refuge, loin du tumulte, fréquenté par les fils de bonne famille, confié pour y mettre les études à l'abri des mauvaises idées et fréquentations. Les collègiens sont alors des locaux issus majoritairement du monde rural. Cette époque contribue à fournir « beaucoup de vocations sacerdotales ».
Participant au concours d'éloquence de 1952 de la Ligue des droits du religieux ancien combattant, regroupant cent trente-sept collèges catholiques, Hervé Panté-Depiand, élève du collège Notre-Dame-de-Betharram en est, à l'unanimité des suffrages, le lauréat.
En 1971, l'apostolicat — lieu où s'exerce l'apostolat, la mission et l'activité de propagation de la foi chrétienne —, l'ancien pensionnat des élèves voués à devenir ecclésiastiques, est reconverti en maison de retraite.

### Années 1980-2000
Dans les années 1980, l'institution accueille 600 élèves dont 500 vivent à l'internat de la sixième à la terminale. Sa réputation prestigieuse, est telle qu'elle recrute des élèves dans les régions de Bordeaux et Toulouse,,.
Les conditions de vie au sein de l'internat sont décrites comme particulièrement difficiles et violentes, avec des dortoirs sans chauffage, des restrictions alimentaires, des sanitaires sans papier toilette, et la fréquentation d'une douche hebdomadaire à l’eau froide. La direction de l'établissement est connue pour ses méthodes musclées et pour recadrer le manque de discipline,,. L'institution est caractérisée par l'« insalubrité » qui y règne. Plusieurs élèves relatent s'être retenus d'aller aux toilettes à cause du manque d'hygiène dû à l'absence de chasse d’eau dans les toilettes à la turque,.
Début 1996, l'affaire de Behr, mettant en cause le surveillant général, est révélée dans la presse. L'établissement est décrit dans la presse comme « l'un des derniers bastions (d'aucuns affirment le dernier) d'une éducation « à la dure » capable de tenir tête aux coups de boutoir d'une société permissive triomphante depuis mai 68. ». La rentrée scolaire 1996 voit la fréquentation de l'établissement baisser à 400 élèves, issus de toute l'Aquitaine, soit 120 élèves de moins qu'à la rentrée 1995. À cette date, plus aucun prêtre n'enseigne.
En 1998, le directeur Pierre Silviet-Carricart est incarcéré pour viols et agressions sexuelles sur mineurs.
L’institut religieux est réservé uniquement aux garçons jusque dans les années 1990 pour le collège, et 2000 pour le lycée.

### 2009: Le Beau Rameau
En 2009, l'institution religieuse Notre-Dame de Bétharram fusionne avec l'institution Sainte-Élisabeth d'Igon et change de nom, pour devenir l'organisme de gestion des établissements catholiques Le Beau Rameau,, en référence à la Vierge de Bétharram, « protectrice des enfants ». Cette nouvelle dénomination trouve son origine dans une légende locale. En effet, la légende relate que la Vierge Notre-Dame de Lestelle sauva une jeune fille tombée dans le gave de Pau en lui tendant une « longue branche » ; elle est sauvée avec ce « Beau Rameau » qui se traduit par « bèth arram » en gascon. Depuis, on invoque Notre-Dame de Bétharram.
En 2009, l’institution, tenue par la congrégation des prêtres du Sacré-Cœur de Jésus de Bétharram et par les filles de la Croix est un établissement scolaire privé sous-contrat de l'académie de Bordeaux.
En 2010, et depuis huit années, le collège est une structure pilote pour des nouveaux rythmes scolaires, pour lesquels 124 établissements français sont retenus par le ministère de l’Éducation nationale. Après les cours du matin, les 250 élèves de Bétharram participent l'après-midi, pendant deux heures, à des activités ludiques, artistiques, spirituelles, culturelles ou sportives. À cette fin, un parc de six hectares avec des terrains de sports est à disposition. De plus, le gave de Pau permet de pratiquer le kayak ou le rafting. « L'égyptologie, le gospel, la robotique ou l'enregistrement de livres pour non-voyants » sont aussi au programme. Pour l'équipe éducative du collège, « la motivation procurée par ces activités rejaillit sur la scolarité ». Les familles règlent 20 € par mois pour ces activités,.
À la rentrée 2011, l'institution compte 94 élèves primaire, 195 collégiens et 190 élèves en lycée général et technologique, encadrés par cinq instituteurs et 46 professeurs.
En octobre 2012, l'établissement est victime de la crue du Gave, impactant jusqu'à un mètre d'eau et de boue les étages inférieurs,.
Un reportage du quotidien La Croix mentionne, en 2013, la présence de 360 élèves au sein de l'école primaire, du collège et du lycée général et professionnel. Un tiers des enfants fréquentent alors l'internat de l'école,. L'enseignement religieux est optionnel. Des échanges sur divers sujets sociétaux sont suivis par 40 % des élèves ; ils sont organisés par l'aumônier qui précise : « Nous parlons de racisme, de pourquoi devient-on prêtre… ». Par ailleurs, 20 % des enfants participent aux sacrements. Des partenariats sont organisés pour des actions de « terrain », par exemple avec l'association bénévole l'Hospitalité basco-béarnaise, pour assister des malades lors du pèlerinage à Notre-Dame de Lourdes.
En 2023, l'institution accueille 520 élèves de la maternelle à la terminale, dont 80 en internat.

## Présentation

### Organisation et taux de réussite
Le collège Le Beau Rameau est lié au lycée privé Le Beau Rameau et au lycée professionnel privé le Beau Rameau situés à Igon, distant de 3 km de Lestelle-Bétharram. Un internat de garçons et de filles est possible pour les élèves. Celui des filles se situe à Igon. Les langues enseignées sont l'anglais, l'espagnol, le latin ainsi que l'occitan (option).
En 1996, le taux de réussite au bac est entre 65 et 75 %.
En 2013, le taux de réussite du brevet est de 90 % et de 88 % pour le bac.
L'Étudiant donne pour le diplôme national du brevet de l'année 2022 un taux de réussite au niveau national de 87,5 % et de 94 % pour l'institution Le Beau Rameau. Sur trois ans, le taux de réussite du Beau Rameau est de 90 %.
En 2024, Le Monde indique que l'établissement « bénéficie depuis plusieurs décennies d’une excellente réputation. Le taux de réussite au baccalauréat est très élevé et des notables de toute la région y ont envoyé leurs enfants, autant pour construire leurs réseaux que pour les confronter à une éducation à la dure ».

### Frais de scolarité
Les frais de scolarité s'élèvent à 10 000 francs dans les années 1980-1990. En 1996, le coût de la pension y est alors d'environ 4 000 francs par trimestre.
En 2025, les frais de scolarité varient selon le niveau d'enseignement. Pour l'internat, les coûts combinés (scolarité + internat) vont de 2 200 € à 2 960 € par mois.

### Résultats économiques
- Exercice 2007-2008 : −80 288 €[26],
- Exercice 2008-2009 : −135 095 €[26].

### Quelques élèves (sélection)
- Jean-Marie Soutou (1912-2003) : ce fils de cordonnier étudie au sein du collège de Bétharram. À 15 ans, il arrête ses études pour travailler[40] ;
- Celou Arasco (1921-1951), écrivain, indique dans un ouvrage : « Et moi-même n’ai-je pas été élevé à Betharram pour être missionnaire en Chine ? Mais je me suis retrouvé, à seize ans, ouvrier d’usine, puis de bureau. Tous les métiers, toutes les misères »[41] ;
- Le prêtre Junes Casenave-Harigile (1924-2018) fait ses études au collège puis au séminaire de Bétharram. Après son ordination en Palestine en 1948, il revient en France où il enseigne au sein du collège de Bétharram puis dans d'autres établissements religieux[42] ;
- Michel Camdessus, né en 1933, ancien directeur général du Fonds monétaire international[17],[20] ;
- Michel Péricard, homme de télévision, président du groupe RPR et député[9] ;
- Jean-Charles de Castelbajac, né en 1949, élève et pensionnaire pendant 10 ans, indique que c'est là que : « mon imaginaire s'est créé. J'ai construit un univers à côté de celui très dur de la pension »[20],[43] ;
- Calixte Bayrou, fils de François Bayrou, est élève de Bétharram, alors que son père est ministre de l'Éducation nationale, dans les années 1990[44]. François Bayrou a scolarisé plusieurs de ses six enfants à Bétharram et sa femme y a enseigné le catéchisme[45].

### Directions

#### Supérieurs du petit séminaire
Le petit séminaire est une école de niveau secondaire (collège, lycée) qui forme aussi bien des futurs séminaristes du grand séminaire que des élèves qui resteront laïcs.
- Père Brunot[47]

#### Supérieurs du grand séminaire
- (Pierre-)Procope Lassalle : 1812-1831[7],
- Michel Garicoïts : 1831-1834[7].

#### Directions de l'établissement
- Pierre-Vincent Eliçabide de 1837 à 1839[2],
- Jean Lacazette en 1839[2],
- père Didace Barbé[3] depuis 1839[2],
- père Romain Bourdenne[3],
- père Toucoulet[48],
- Père Abbadie, Procope Lassalle,
- père Benjamin Bordachar[49] : 1939 à 1945 et de 1950 à 1953[50],
- père Jean Tipy : du début des années 1960 à 1987[51],
- père Pierre Silviet-Carricart : de 1976 à 1981[52],
- père Beñat Segure, de 1979 à 1983[53] ou 1984[54],
- père Pierre Silviet-Carricart de 1987 à 1993[55],[56],
- père Vincent Landel[44] : 1993 - 2000[57],
- M. Pericou-Cayere, directeur du collège-lycée Notre-Dame de Bétharram en 2005[58],
- Marie-Hélène Videau-Dutre depuis 2007[59],
- Éric Didio : jusqu'en 2011[31],
- Romain Clercq : de 2011[17] à 2025[60].

#### Tutelles congréganistes
- Prêtres du Sacré-Cœur de Jésus de Bétharram : 1837 - 2009,
- Prêtres du Sacré-Cœur de Jésus de Bétharram et les filles de la Croix : depuis 2009[17],[61],
  - père Laurent Bacho, vicaire régional des prêtres du Sacré-Cœur de Jésus de Bétharram[62],
  - père Jean-Marie Ruspil, vicaire régional de Bétharram[16],[63].

## Affaires criminelles

### Affaire Pierre-Vincent Eliçabide (1840)
En 1828, Pierre-Vincent Eliçabide entre au séminaire de Notre-Dame de Bétharram à 18 ans,, puis devient, à sa fondation en 1837, instituteur de l'école primaire Notre-Dame de Bétharram dirigée par Michel Garicoïts.
Il a pour élève Joseph Anizat. Il entretient une liaison avec la mère de l'élève, Marie Anizat, une jeune veuve de Pau. En 1839, l'enseignant quitte l'établissement pour Paris, où il espère faire fortune. Il invite Marie Anizat à le rejoindre avec ses deux enfants. En 1840, tous les trois sont assassinés par Pierre-Vincent Eliçabide,,. Arrêté, il est condamné à mort et exécuté à Bordeaux,,.

### Trafic de drogue (2001-2003)
En 2001, cinq élèves internes sont interpellés au sein de l'établissement pour usage de cannabis. Ces interpellations mènent les enquêteurs au démantèlement d'un réseau en 2003,.

### Abus sexuels et violences physiques entre la fin des années 1950 et les années 2010
De nombreux témoignages et des plaintes mettent en cause des religieux, des membres du personnels laïc de l'établissement et des élèves eux-mêmes dans des affaires de violences physiques, d'agressions sexuelles et de viols sur une période comprise entre la fin des années 1950 et les années 2010,.

## Affaire civile

### Assignation civile de l'institution Notre-Dame de Bétharram en 2001
En janvier 2001, l'avocat de la première victime du père Carricart annonce l'ouverture d'une procédure civile à l'encontre de la congrégation et une assignation de la direction de l'établissement pour défaut de surveillance devant le tribunal de grande instance.
En 2003, l’institution Notre-Dame de Bétharram est condamnée par le tribunal civil pour n'avoir pas « mis en œuvre les moyens nécessaires pour assurer la sécurité des élèves [et avoir] laissé se développer une ambiance malsaine propice à favoriser le passage à l’acte de l’un de ses membres sur les pensionnaires ».